# Слобода (Шумячский район)
Слобода — деревня в Шумячском районе Смоленской области России. Входит в состав Первомайского сельского поселения. Население — 36 жителей (2007 год). 
Расположена в юго-западной части области в 20 км к северу от Шумячей, в 21 км западнее автодороги А141 Орёл — Витебск. В 20 км северо-восточнее деревни расположена железнодорожная станция Крапивенская на линии Смоленск — Рославль. 

## История
В годы Великой Отечественной войны деревня была оккупирована гитлеровскими войсками в августе 1941 года, освобождена в сентябре 1943 года.